# Izlan
Izlan, pluriel du terme amazigh Izli,  qui signifie étymologiquement « fluide » comme terme générique, désigne à la fois un très court poème à mélodie et à rythme fixe à emploi large qu’il s’agisse de « tamawayt », de « timnadin », de « tagezzumt » ou autres mais avec la particularité d’être un poème de deux vers, mais également des chants amazighs, que l'on retrouve partout à travers le Maghreb.
Dans le Rif, les izlan se disent « izran » (au singulier : izri), les Rifains transformant les "l" en "r". 
En Oranie (Nord-Ouest de l'Algérie), dans la région de Tlemcen, les izran sont chantés exactement comme dans le Rif oriental (Nord-Est du Maroc), accompagnés du  bendir (adjoun ou adjun en rifain). Ils sont notamment chantés en darja, et de nos jours, moins voire plus du tout en tamazight dans les régions arabisées.

## ARticles connexes
- Poésie amazighe
- Musique amazighe
- Tamdyazt
- Amarg